# Teovo
Teovo (en macédonien Теово) est un village du centre de la Macédoine du Nord, situé dans la municipalité de Tchachka. Le village comptait 189 habitants en 2002. Il fait partie de l'Azot.

## Démographie
Lors du recensement de 2002, le village comptait :
- Macédoniens : 186
- Serbes : 1
- Autres : 2